# الحروب الصفوية الشروانية
وقعت الحروب الصفوية الشروانية بين كتلتين سياسيتين، الصفويين والشروانيين، في القرنين الخامس عشر والسادس عشر. كانت هذه الحرب موجهة بشكل أساسي إلى المناطق الشمالية والشمالية الشرقية من أذربيجان.